# Christof Sommer
Christof Sommer (* 18. Mai 1965 in Nuttlar) ist ein deutscher Politiker (CDU). Er war seit 1999 Bürgermeister, zuerst von Bestwig im Sauerland, dann von Lippstadt, beide in Westfalen gelegen. Seit dem 1. Januar 2021 ist er Hauptgeschäftsführer des Städte- und Gemeindebundes Nordrhein-Westfalen.

## Leben
Christof Sommer wurde in Nuttlar geboren, das heute zu Bestwig gehört. Er besuchte die Grundschule in Nuttlar und das Gymnasium der Benediktiner in Meschede. Von 1985 bis 1990 studierte er Rechtswissenschaft an der Westfälischen Wilhelms-Universität Münster. Seinen Wehrdienst leistete er in Holzminden ab. Sein juristisches Referendariat machte er von 1991 bis 1993 am Landgericht Essen, anschließend war er für ein Jahr persönlicher Referent des Oberkreisdirektors des Kreises Steinfurt Heinrich Hoffschulte. Von 1994 bis 1999 war er Referent für Umwelt, Abfallwirtschaft, Bauen und Verkehr bei der Kommunalpolitischen Vereinigung NRW in Recklinghausen sowie Rechtsanwalt.
Christof Sommer ist verheiratet und hat einen Sohn.

## Bürgermeisteramt
1999 wurde er der erste hauptamtliche Bürgermeister in Bestwig. Als Nachfolger von Hans-Georg Meyer (SPD) erhielt er 59,7 Prozent der gültigen Stimmen. Nach sechs Jahren als Bürgermeister in Bestwig stellte er sich zur Bürgermeisterwahl in Lippstadt. Dort hatte Wolfgang Schwade (CDU) im Oktober 2005, verbunden mit einem Wechsel zur GVV Kommunalversicherung, sein Amt niedergelegt. Christof Sommer gewann die Wahl mit 52,0 Prozent der gültigen Stimmen. Am 25. Mai 2014 wurde er mit 61,2 Prozent der gültigen Stimmen wiedergewählt. Seit 2012 war Christof Sommer Sprecher der Bürgermeister im Kreis Soest.
Christof Sommer war Mitglied des Präsidiums des Städte- und Gemeindebundes Nordrhein-Westfalen. Im November 2019 wählte ihn das Spitzengremium des Städte- und Gemeindebunds NRW zum neuen Hauptgeschäftsführer ab dem 1. Januar 2021. Sommer verzichtete daher bei den Kommunalwahlen 2020 auf eine neue Kandidatur in Lippstadt. Seine Amtszeit endete daher mit Einführung seines Nachfolgers Arne Moritz am 1. November 2020.